# 椎名保
椎名 保（しいな やすし、1951年 - ）は、日本の実業家、プロデューサー。株式会社KADOKAWA特別顧問、公益財団法人角川文化振興財団専務理事 、公益財団法人ユニジャパン副理事長。
アスミック・エース エンタテインメント株式会社代表取締役社長、株式会社角川エンタテインメント代表取締役社長、角川映画株式会社代表取締役社長、株式会社角川書店代表取締役専務などを歴任した。

## 来歴

### 生い立ち
1951年、東京都にて生まれた。早稲田大学に進学し、理工学部にて学んだ。1974年に早稲田大学を卒業した。

### 実業家として
早稲田大学を卒業した1974年、住友商事に入社する。住友商事では、当初は鉄の輸出に関する事業に携わっていたが、その後、映像メディア事業に携わるようになる。1987年には、住友商事の映像メディア事業部にて、参事に就任した。また、住友商事が講談社やアスクとともに設立したアスミックにおいては、1991年に取締役映像事業本部長に就任した。その後、アスミックはエースピクチャーズと合併し、新たにアスミック・エース エンタテインメントが発足することになり、1998年より同社の代表取締役専務に就任した。その後、アスミック・エース エンタテインメントの社長である原正人が有瘻性膿胸を患ったことから、その後任として2000年に社長に昇格した。
2004年、角川エンタテインメントにて、代表取締役として社長に就任した。以来、アスミック・エース エンタテインメントと角川エンタテインメントの双方の社長を兼任していたが、2006年にアスミック・エース エンタテインメントの社長を退任し会長に退いた。その後、角川エンタテインメントは角川映画に吸収合併されることになったが、角川映画においても2009年より代表取締役社長を務めた。2011年、角川グループの中核企業である角川書店の代表取締役専務に就任した。その後、角川書店にて、取締役相談役を務めた。2013年、KADOKAWAの取締役相談役に就任した。
また、そのかたわら、外国映画通関連絡協議会では会長、日本映画製作者連盟では参与、外国映画輸入配給協会では副会長、映画産業団体連合会では顧問を務めるなど、さまざまな業界団体の役職も歴任した。東京国際映画祭では実行委員を務めていたが、チェアマンの依田巽の退任にともない、2013年4月1日付で新設されたディレクター・ジェネラルのポストに就任した。

## 人物
若いころは東映のヤクザ映画を好んでいたが、それ以外の映画にはあまり興味を持てなかったという。本格的に映画を観始めたのは、住友商事で映像メディア事業に携わるようになった30代後半からである。その後は多くの映画作品にスタッフとして携わり、エグゼクティブプロデューサーなどを務めている。映画『グーグーだって猫である』においては、井上伸一郎らとともに出演している。

## 略歴
- 1951年 - 東京都にて誕生。
- 1974年 - 早稲田大学理工学部卒業。
- 1974年 - 住友商事入社。
- 1987年 - 住友商事映像メディア事業部参事。
- 1991年 - アスミック映像事業本部本部長。
- 1998年 - アスミック・エース エンタテインメント専務。
- 2000年 - アスミック・エース エンタテインメント社長。
- 2004年 - 角川エンタテインメント社長。
- 2006年 - アスミック・エース エンタテインメント会長。
- 2009年 - 角川映画社長。
- 2011年 - 角川書店専務。
- 2013年 - 東京国際映画祭ディレクター・ジェネラル。
- 2013年 - KADOKAWA相談役。

## 作品

### 実写映画
- ターン（2000年） - 製作
- ピンポン（2002年） - エグゼクティブプロデューサー
- 阿弥陀堂だより（2002年） - エグゼクティブプロデューサー
- 木更津キャッツアイ 日本シリーズ（2003年） - 製作
- ホテルビーナス（2004年） - 製作
- 真夜中の弥次さん喜多さん（2005年） - エグゼクティブプロデューサー
- 逆境ナイン（2005年） - 企画
- 空中庭園（2005年） - 製作
- 大停電の夜に（2005年） - エグゼクティブプロデューサー
- 博士の愛した数式（2005年） - エグゼクティブプロデューサー
- 間宮兄弟（2006年） - エグゼクティブプロデューサー
- 木更津キャッツアイ ワールドシリーズ（2006年） - 製作
- さくらん（2007年） - エグゼクティブプロデューサー
- ヒーローショー（2010年） - エグゼクティブプロデューサー
- オカンの嫁入り（2010年） - 製作
- ヌードの夜／愛は惜しみなく奪う（2010年） - エグゼクティブプロデューサー
- 最後の忠臣蔵（2010年） - 製作
- 嘘つきみーくんと壊れたまーちゃん（2010年） - 製作
- 漫才ギャング（2010年） - 製作統括
- 日輪の遺産（2010年） - 製作代表
- 軽蔑（2011年） - エグゼクティブプロデューサー
- 夜明けの街で（2011年） - 製作
- 源氏物語 千年の謎（2011年） - エグゼクティブプロデューサー
- 月光ノ仮面（2011年） - 製作
- 劇場版テンペスト3D（2011年） - エグゼクティブプロデューサー
- キツツキと雨（2011年） - エグゼクティブプロデューサー
- Another アナザー（2011年） - 企画
- 愛と誠（2012年） - エグゼクティブプロデューサー
- 天地明察（2012年） - 製作

### アニメーション映画
- 茄子 アンダルシアの夏（2003年） - エグゼクティブプロデューサー
- 鉄コン筋クリート（2006年） - エグゼクティブプロデューサー
- いばらの王 King of Thorn（2010年） - 製作
- ももへの手紙（2012年） - 製作

### テレビアニメ
- 妄想代理人（2004年） - 製作

### OVA
- 宝魔ハンターライム（1996年） - エグゼクティブプロデューサー

## 出演

### 実写映画
- グーグーだって猫である（2008年） - 出演